# Flutkatastrophe in Spanien 2024

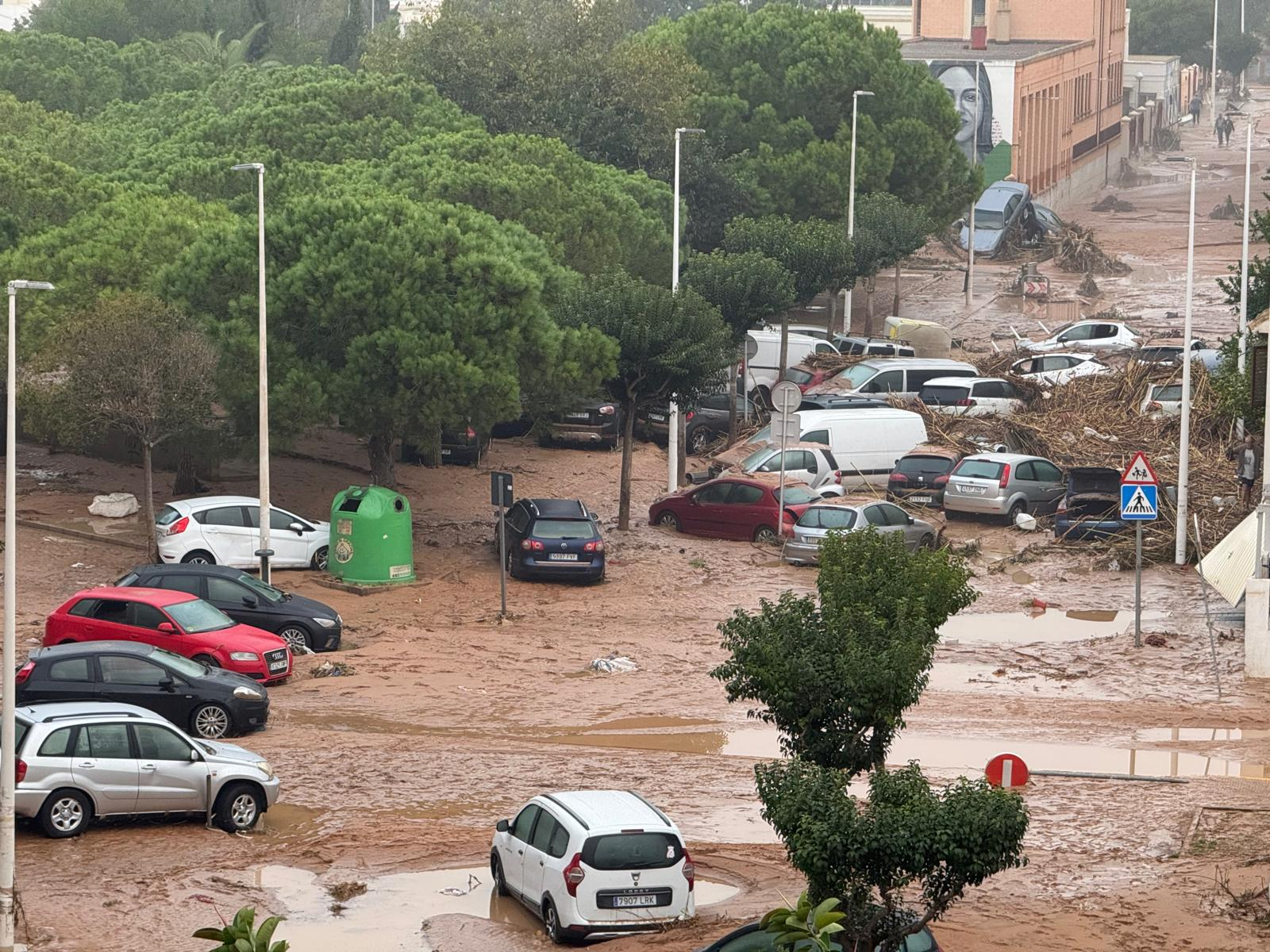
Schäden nach der Flut (Catarroja)

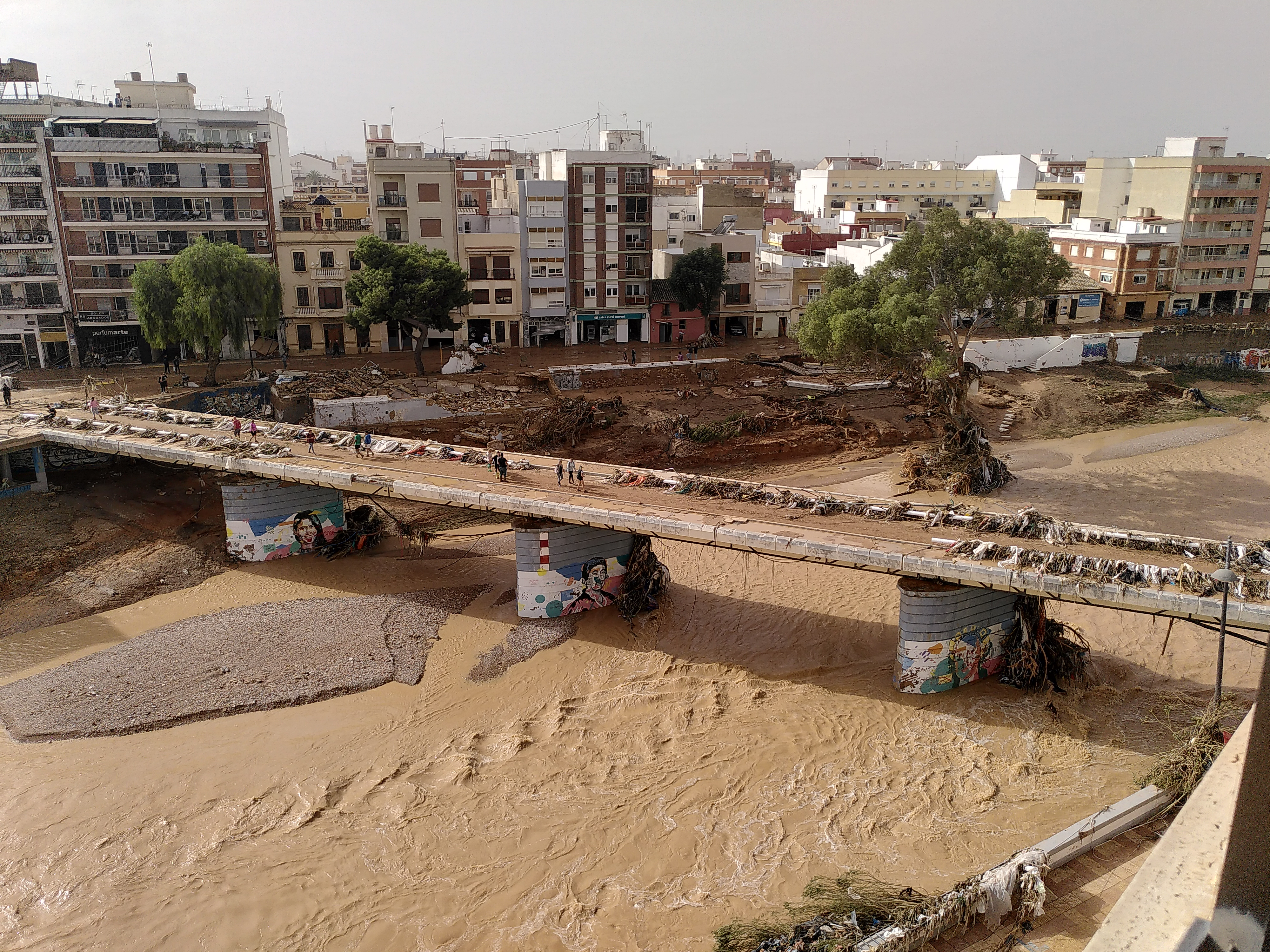
Hinterlassenschaften der Flut in Paiporta

Zur Flutkatastrophe in Spanien (in Spanien La gota fría bzw. DANA de 2024 en España) kam es Ende Oktober 2024. Großflächige Überschwemmungen, beginnend am 29. Oktober, richteten besonders in den Regionen Valencia, Andalusien und Murcia schwere Schäden an. Verursacht wurden die Überschwemmungen durch Starkregenfälle infolge eines als „Gota Fría“ bezeichneten und besonders zerstörerisch ausgefallenen Kaltlufttropfens. Dabei fielen binnen kurzer Zeit gewaltige Regenmengen von bis zu 422 mm (422 Liter/m²) in 8 Stunden, die Sturzfluten und Schlammlawinen auslösten und zahlreiche Menschen in Wohnungen oder Autos einschlossen. Mehr als 156 km² Land wurde überflutet, rund 190.000 Menschen waren direkt von der Flut betroffen.
Infolge der Überschwemmungen starben mindestens 230 Menschen, fünf Personen werden noch vermisst. Damit handelt es sich um die opferreichste Flutkatastrophe in der modernen Geschichte Spaniens. In mindestens 78 Gemeinden kam es zu mindestens einem Todesfall. Gerechnet wird mit Schäden in Milliardenhöhe. Schätzungen gehen von mehr als 60.000 zerstörten Wohnungen und 115.000 zerstörten Autos aus. Bis zum 7. November gingen bei Versicherungen etwa 116.000 Anträge auf Entschädigungsleistung ein. Die spanische Versicherungsbranche geht davon aus, dass die Summe an Entschädigungsleistungen die höchste in der spanischen Geschichte sein wird.
Fast 20.000 Soldaten und Polizisten waren im Einsatz. Für das spanische Militär war es der bislang größte Einsatz in Friedenszeiten.

## Hintergrund
Die Geschichte Valencias ist geprägt von wiederholten, verheerenden Überschwemmungen, die vom 14. Jahrhundert bis zur heutigen Zeit dokumentiert sind. 1957 ereignete sich die Große Flut von Valencia, die als verheerendes Hochwasser des Rio Turia in die Geschichte einging. Diese Katastrophe forderte mindestens 81 Menschenleben und hinterließ große materielle Schäden. In der Folge wurde der Fluss in ein künstliches Bett umgeleitet. Im September 2019 kamen bei Überschwemmungen in Vega Baja del Segura sechs Menschen ums Leben. Die Katastrophe führte in der regionalen Regierung von Valencia zu Überlegungen zur besseren Koordinierung von Notfällen in der Autonomen Gemeinschaft.

## Überschwemmungsgefahr
Valencia liegt auf einer flachen Schwemmebene rund um ein Flussbett, was ein hohes Überschwemmungsrisiko mit sich bringt. Wenn starke Regenfälle mit einem konvektiven Sturm kombiniert werden, der häufig auch einen Anstieg des Meeresspiegels verursacht, wird der Fluss stark belastet. Zusätzlich können Seestürme auftreten, die den Abfluss des Flusswassers ins Meer erschweren. Der durch die Stürme erzeugte Wellengang blockiert den normalen Abfluss und führt zu einer Stauung im Flussbett. Besonders betroffen waren nicht die Gebiete mit den stärksten Niederschlägen, sondern die Randgemeinden, die anfälliger für Wasseransammlungen sind. Das Stadtzentrum blieb jedoch von Überschwemmungen verschont, da das alte Flussbett 1986 in den Turia-Garten umgestaltet wurde.

## Meteorologie

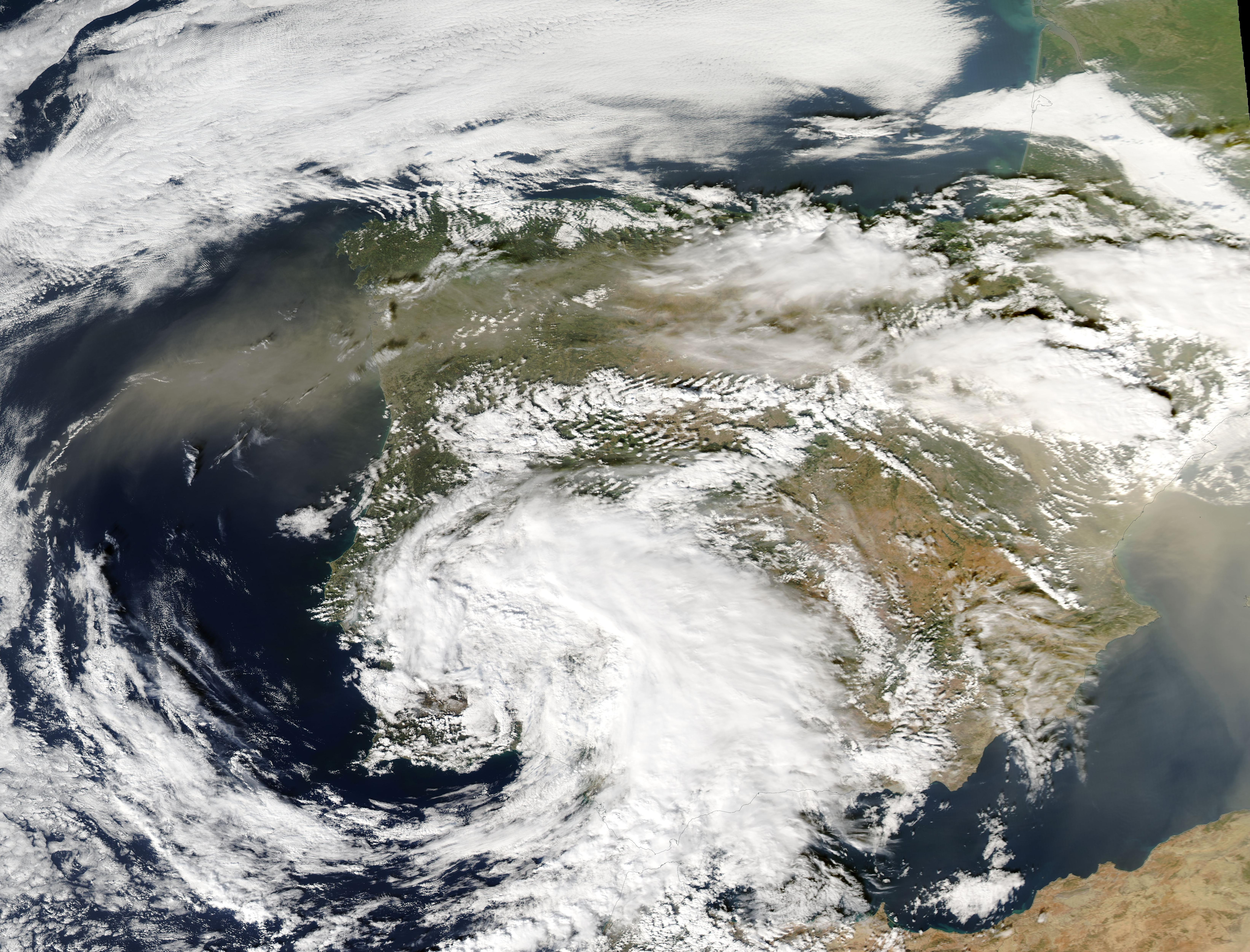
Satellitenaufnahme des Systems (30. Oktober 2024)

Auslöser für die extremen Regenfälle war eine ungewöhnlich starke Gota Fría (spanisch: „Kalter Tropfen“). Dabei handelt es sich um einen Kaltlufttropfen, der im September und Oktober in Spanien häufig vorkommt. Eine Gota Fría entsteht, wenn sich im Herbst die ersten atlantischen Tiefausläufer mit feuchtkalter Luft über das noch warme Mittelmeer schieben und somit starke Temperaturdifferenzen zwischen kalter Luft und warmem Meer herrschen. Bei solchen Bedingungen kann sich eine instabile Atmosphärenschichtung bilden, bei der warme, mit Wasserdampf gesättigte Luft rasch nach oben steigt, was wiederum zu starkem Regen und Gewittern führt.
Die Großwetterlage in Europa war wiederum von einer Blockadelage mit einem Tief über Spanien bestimmt. Dabei lag das Tief mehrere Tage lang weitgehend stationär über Südspanien und drückte von Osten vom ungewöhnlich warmen Mittelmeer mit Feuchtigkeit vollgesogene Mittelmeerluft gegen das Küstengebirge, wo diese sich stauten und es damit immer wieder neue Gewitter an den gleichen Orten gab.
Die Regenfälle begannen am Morgen des 29. Oktober. Gegen 13 Uhr maß die erste Station einen kumulierten Niederschlag von 100 mm. Am Nachmittag und Abend kam es dann zu einer massiven Intensivierung des Regens, wobei der Höhepunkt zwischen 18 und 19 Uhr erreicht wurde. Mehrere Wetterstationen in Buñol, Chera, Cheste, Turís und Chiva maßen binnen 24 Stunden mehr als 400 mm Regen. Lokal fiel binnen Stunden der Niederschlag von Monaten. In Turís regnete es vorläufigen Daten zufolge binnen 24 Stunden 619 mm, davon 179 mm in einer Stunde und 42 mm in zehn Minuten. In Chiva, nahe Valencia, fielen binnen acht Stunden 442 mm Niederschlag; binnen vier Stunden waren es 322 mm. Innerhalb von einer Stunde fielen dort 122 mm Regen. Damit fiel in Chiva in acht Stunden mehr Regen als in den vorangegangenen 20 Monaten zusammen.
Neben dem Starkregen kam es auch zu starken Winden und einem Tornado, dazu fiel stellenweise Hagel. Von Einwohnern wurde von Hagelkörnern in Golfballgröße berichtet.
Beobachter ordnen die Überschwemmungen als Jahrhundertereignis ein. Der spanische Wetterdienst AEMET erklärte, es sei das schlimmste Gota-Fría-Ereignis dieses Jahrhunderts gewesen und sprach von einem „historischen Unwetter“. Mancherorts habe es binnen 24 Stunden bis zu 490 mm Regen gegeben. Dies entspreche einem ganzen Jahresniederschlag.

### Kritische Überlastung der Wasserwege durch Starkregen
Ebenfalls verstärkend wirkte sich eine annähernd zweijährige Dürre in Spanien aus, in deren Folge die Böden so stark austrockneten, dass sie kaum Wasser aufnehmen konnten. Die Niederschläge flossen zum Großteil an der Bodenoberfläche ab und akkumulierten zusammen mit dem abgespülten Bodenmaterial in den Fließgewässern, darunter u. a. die Flüsse Rambla del Poyo und Río Turia in der Region Valencia. Messdaten zur Fließgeschwindigkeit des Rambla del Poyo auf Höhe der Gemeinde Paiporta belegten, dass die Kapazität der lokalen Wasserwirtschaft kritisch überschritten wurde. Der kanalisierte Fluss führt als Trockenfluss in den meisten Monaten des Jahres wenig oder kein Wasser. Der aus der Fließgeschwindigkeit berechnete Volumenstrom ergab einen Extremwert von 2.300 m³/s gegen 19 Uhr, während der Kanal zwischen Paiporta und Catarroja nur für maximal 1.800 m³/s ausgelegt ist.
Eine Entlastung des Rambla del Poyo im Fall von Extremniederschlagsereignissen befindet sich seit 2007 durch den Spanischen Hydrographischen Verband Confederación Hidrográfica del Júcar (CHJ) in Planung. Sie umfasst u. a. den Bau eines Verbindungskanals mit Umleitungswehr (Vía verde) zum Río Turia durch die Gemeinden Picanya und Paiporta auf einer Länge von 2,1 Kilometern. Der Río Turia ist bis zu einem Volumenstrom von 5.000 m³/s ausgelegt und hätte während der Flutkatastrophe den Überschuss abführen können. Das 2012 durch die Regierung genehmigte Projekt wurde in sieben Bauprojekte aufgeteilt, jedoch mangels ausreichender Investitionen und zügiger Projektvergabe bis zum Zeitpunkt der Flutkatastrophe nicht realisiert. Das Projekt wird von Félix Francés, Professor für Wasserbau und Umwelt der Polytechnischen Universität Valencia, sowie Federico Bonet, ehemaliger technischer Direktor des CHJ, unterstützt.

### Rolle des Klimawandels
Wissenschaftler gehen davon aus, dass die Intensität der Regenfälle durch den menschengemachten Klimawandel verstärkt wurde, da die Luft mit steigenden Temperaturen mehr Feuchtigkeit aufnehmen kann, die später zum Abregnen zur Verfügung steht. So äußerte die Zuordnungsforscherin Friederike Otto sich wie folgt zu den Überschwemmungen: „Kein Zweifel, diese explosiven Regenfälle wurden durch den Klimawandel verstärkt. Mit jedem Bruchteil eines Grades der Erwärmung durch fossile Brennstoffe kann die Atmosphäre mehr Feuchtigkeit aufnehmen, was zu stärkeren Regenfällen führt.“ Die Meeresoberflächentemperatur auf der Nordhalbkugel lag 2024 auf oder nahe Rekordniveau; das Mittelmeer erreichte im August 2024 die höchste Temperatur seit Beginn der Aufzeichnungen. Bis zum Oktober 2024 kühlte es sich saisonbedingt etwas ab, seine Oberflächentemperatur lag aber abhängig vom Ort der Messung immer noch zwischen 1 und 3 Grad Celsius über dem langjährigen Durchschnitt. Insgesamt stieg die Temperatur des Mittelmeeres binnen 40 Jahren um etwa 1½ °C an. Eine Schnell-Attributionsstudie von World Weather Attribution kam zu dem Ergebnis, dass die Starkregenereignisse, die ursächlich für die Überschwemmungen waren, durch den menschengemachten Klimawandel etwa zwölf Prozent stärker ausfielen und inzwischen doppelt so wahrscheinlich sind wie in der vorindustriellen Zeit mit 1,3 °C geringeren Temperaturen.

## Folgen

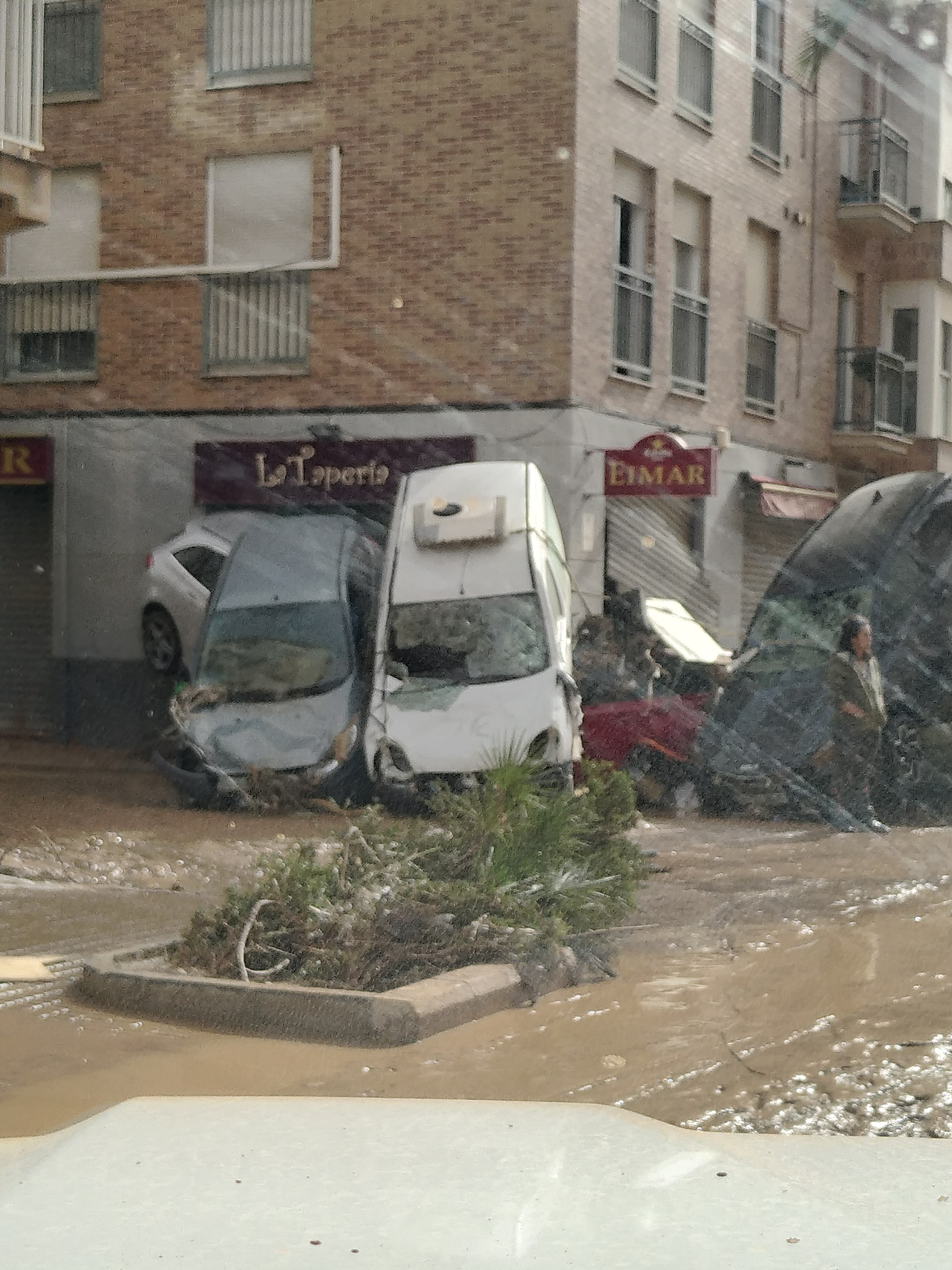
Weggespülte Autos nach der Flut (Paiporta)

### Schäden und Infrastruktur

#### Überblick
Besonders betroffen sind die Regionen Valencia, Andalusien und Murcia. Durch die schweren Regenfälle kam es zu Überflutungen und Sturzfluten, bei denen Straßen, Gebäude und Felder überflutet und Straßen unterspült wurden. Vielerorts wurden Autos und Bäume von den Fluten mitgerissen, mancherorts auch Brücken zerstört. Zerstörerische Sturzfluten traten dabei nicht nur in Regionen auf, die im Zentrum der Starkniederschläge lagen, sondern auch in Gebieten, die selbst kaum Regen abbekommen hatten. Alleine in Valencia wurden Dutzende Städte überflutet. Gemäß Europäischer Weltraumorganisation wurden 15.633 Hektar Fläche (156 km²) Land überflutet. Mehr als 800.000 Menschen waren von der Flut betroffen. Mehr als 60.000 Wohnungen sollen zerstört worden sein.

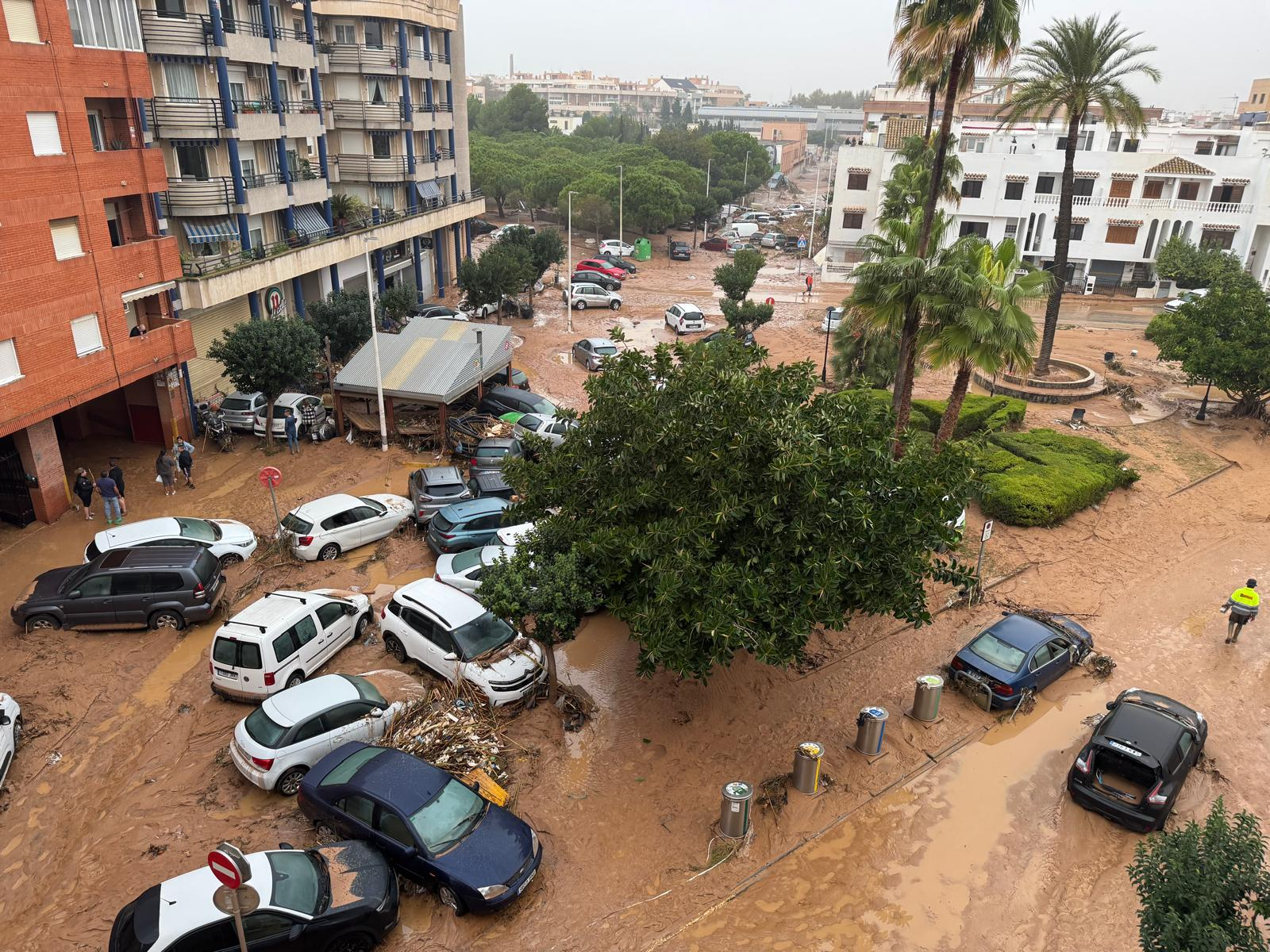
Verschlammte Straßen und weggespülte Autos (Catarroja)

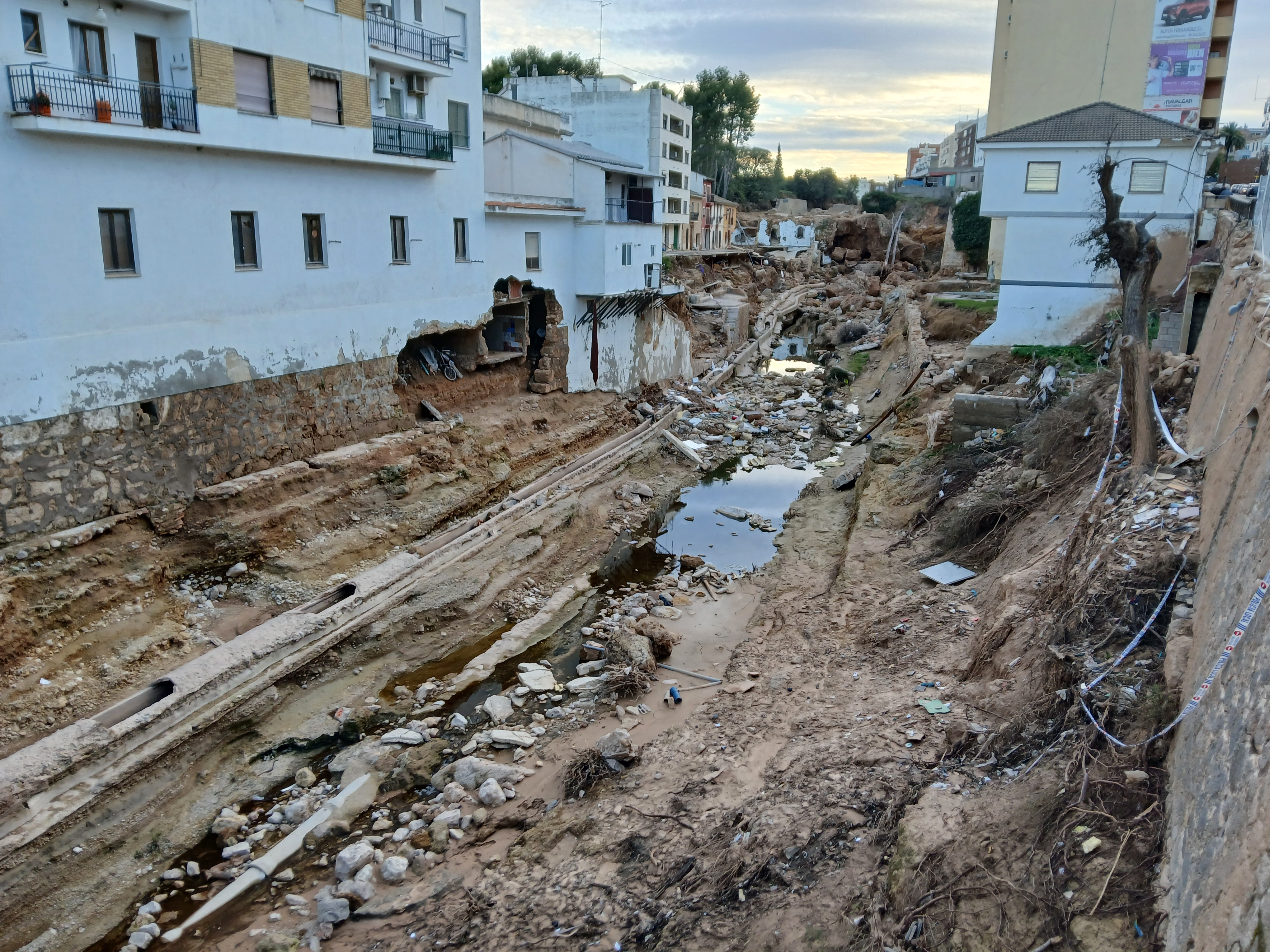
Infrastrukturschäden in Xiva

In schwer getroffenen Regionen flüchteten Menschen auf die Dächer ihrer Häuser, wo sie von Hubschraubern gerettet werden mussten. Andere wurden in den reißenden Fluten in abtreibenden Autos eingeschlossen. Teilweise wurden ganze Mauern von Gebäuden fortgerissen. Zahlreiche Regionen waren von der Außenwelt abgeschnitten. In Utiel trat der Magro über die Ufer und schwoll so stark an, dass er teils drei Meter hoch in der Stadt stand und dabei Menschen in Wohnungen und Autos einschloss. Mehrere ältere Menschen und solche mit Bewegungseinschränkungen ertranken in ihren Wohnungen.
In Valencia waren mehr als 155.000 Haushalte ohne Strom, stellenweise brach die Trinkwasserversorgung zusammen. In den Schadensgebieten kam es zu einem Mangel an Lebensmitteln, Trinkwasser, Arbeitsgeräten, auch waren Telekommunikationsnetzen gestört.
Ende November 2024, einen Monat nach der Flut, standen noch immer viele Garagen und Keller unter Wasser.

#### Wasserversorgung
Durch die Fluten kam es zu großflächigen Ausfällen bei der Trinkwasserversorgung. Es wurden fast 100 Kläranlagen beschädigt, zudem kam es durch Schlamm, Müll, tote Tiere, Exkremente usw. zu einer Kontaminierung der Wasserressourcen. Daher waren Hunderttausende Menschen zeitweise auf eine Notfallversorgung mit Trinkwasser angewiesen. Binnen etwa einer Woche konnten zwar fast 90 % der Betroffenen wieder über die Rohrleitungsnetze versorgt werden, trotzdem wurden Wasserkunden angewiesen, Wasser aus Gesundheitsgründen abzukochen oder Mineralwasser aus Flaschen zu nutzen. Diese Regelungen galten auch noch Wochen nach der Flut.

#### Verkehrsinfrastruktur
Auch Flug- und Bahnverkehr waren beeinträchtigt. Ein Hochgeschwindigkeitszug entgleiste nach einem Steinsturz. Nahverkehrsstrecken fielen aus und sollen teils erst im Dezember 2024 wieder betriebsbereit sein. Bis Mitte November gelang es jedoch, zumindest Teilstrecken wieder in Betrieb zu nehmen. Auf nicht betriebsfähigen Strecken wurde ein Ersatzverkehr mit Bussen eingerichtet, die aus anderen Teilen Spaniens herbeigeschafft wurden. Auch der PKW-Verkehr ist stark eingeschränkt, da mehr viele Privat-PKW zerstört wurden. Aufgrund der hohen Nachfrage nach Autos und da auch viele Fahrzeughändler von der Flut betroffen waren, sind auf dem Markt zudem kaum Gebrauchtwagen erhältlich, und nur zu immer weiter steigenden Preisen. Schätzungen gehen von 115.000 zerstörten Autos aus. Schätzungen gehen von mehr als 120.000 beschädigten Autos aus.
Am 4. November 2024 kam es in der Region Katalonien erneut zu starken Regenfällen, die weitreichende Auswirkungen auf die Infrastruktur hatten. Über 150 Flüge am Flughafen Barcelona wurden gestrichen, und der regionale Bahnverkehr wurde aus Sicherheitsgründen vorübergehend eingestellt. In mehreren Teilen der Region waren Straßen überflutet, und zahlreiche Schulen blieben geschlossen.

#### Schulen
Auch zahlreiche Schulen wurden teils schwer beschädigt. Zwar wurden teilweise bereits zwei Wochen nach der Flut wieder erste Schulen wiedereröffnet, mit Stand 24.11 waren aber immer noch 16.000 Schüler nicht in der Lage, eine Schule zu besuchen, da diese noch nicht wieder so weit hergestellt waren, dass Unterricht möglich war.

#### Landwirtschaft

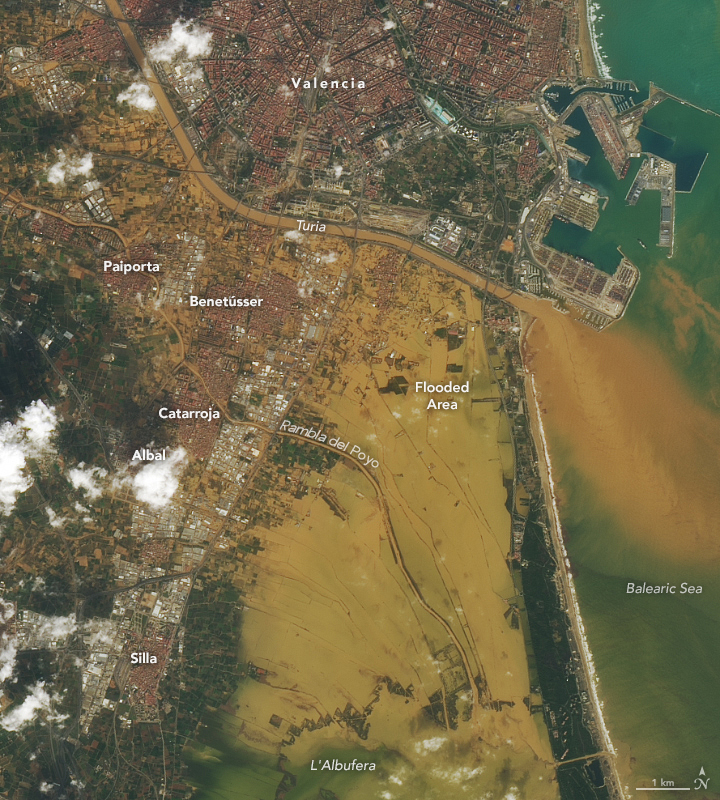
Satellitenaufnahme der weiträumig verschlammten Ortschaften, landwirtschaftlichen Flächen und Betriebe innerhalb der Valencianischen Gemeinschaft durch das EOS (1. November 2024)

Die Schäden für landwirtschaftliche Betriebe im Umland von Valencia, darunter die Gemeinde Utiel und Felder Nahe der Lagune Albufera Valenciana, sowie Anbaugebiete in den Provinzen Sevilla und Almería, stellten sich als massiv heraus. Betroffen waren vor allem Obstbau-Plantagen zum Anbau von Zitrusfrüchten, Oliven und Weintrauben, darüber hinaus auch Felder für den Reisanbau, Gewächshäuser (bedingt durch Hagelschäden), Maschinen und technische Infrastruktur. Besonders in den durch Straßenblockaden oder Überflutungen für die Landwirte unerreichbaren Zitrusfruchtplantagen kommt es erfahrungsgemäß nach wenigen Tagen Staunässe zu Wurzelschäden durch Sauerstoffmangel. Weiterhin machte der mit Sand und Schluff überzogene Boden eine wirtschaftliche Ernte in den schwer betroffenen Plantagen zum Start der Erntesaison unmöglich.
In der Viehwirtschaft kam es in einzelnen abgeschlossenen Ställen zum Verlust großer Teile oder des kompletten Tierbestandes, bei dem die Tiere durch Ertrinken starben, darunter ein Schweinemastbetrieb in Utiel und ein Geflügelmastbetrieb in Granada. Es bestand daher auch die Gefahr der Ausbreitung von Krankheiten durch tote Tiere. Insgesamt wurden nach Angaben des Landwirtschaftsministeriums von Valencia 4014 tote Tiere (Stand 6. November) aus den betroffenen Gebieten durch die öffentlichen Unternehmensgruppen Tragsa und Vaersa entfernt, um die Ausbreitung von Seuchen zu verhindern. Außerdem kümmerten sich Mitarbeiter um die, für betroffene Landwirte kostenlose, Versorgung verbliebener Nutztiere mit Wasser und Futtermitteln in den durch die Flutkatastrophe isolierten Tierhaltungsbetrieben.

#### Umweltschäden
Befürchtet wird ebenfalls, dass die Albufera-Lagune, in die Teile des verschlammten Wassers eingetragen wurden, mit Umwelttgiften belastet wurde.

### Opfer
Mit Stand 27. November gab es mindestens 230 Tote, davon mindestens 222 in der Region Valencia, sowie fünf Vermisste, die mutmaßlich ins Meer gespült wurden. Dies macht die Überschwemmungen zur opferreichsten Flutkatastrophe in der modernen Geschichte Spaniens. In mindestens 78 Gemeinden kam mindestens eine Person ums Leben. Die Zahl der Toten liegt damit ähnlich hoch wie bei der europäischen Flutkatastrophe im Juli 2021, als in Deutschland, Belgien, Rumänien, Italien und Österreich insgesamt 243 Menschen ums Leben kamen.
1973 waren schon einmal bei einer Flut geschätzt mindestens 150 Menschen getötet worden. Schätzungen der Guardia Civil gingen allein von zunächst etwa 1200 in Autos gefangenen Menschen aus. Alleine das Militär führte bis zum 1. November mehr als 4600 Personenrettungen durch.
Auf dem Messegelände von Valencia wurde eine provisorische Leichenhalle eingerichtet, in der Opfer nach der Obduktion zentral gesammelt werden.

### Schadenssummen und Kosten
Mit Stand 7. November 2024 ist die Schadenssumme noch unbekannt, es wird aber mit Schäden in Milliardenhöhe gerechnet. Zu dem Zeitpunkt waren bei Versicherungen mehr als 116.000 Anträge auf Schadenserstattung eingegangen. Davon betrafen 60 % Autos und 31 % Gebäude. Der Verband der spanischen Versicherungsunternehmen rechnet damit, dass sie aufgrund der Flutkatastrophe so viel Geld wie nie zuvor an Versicherte auszahlen müssen. Die spanische Regierung bewilligte ein Programm mit Soforthilfen in Höhe von 10,6 Mrd. Euro. Die Regionalregierung in Valencia forderte zudem ein weiteres staatliches Hilfspaket in Höhe von 31 Mrd. Euro.
Ende November wurde ein zweites staatliches Hilfspaket mit weiteren rund 2,3 Mrd. Euro aufgelegt.

## Reaktionen

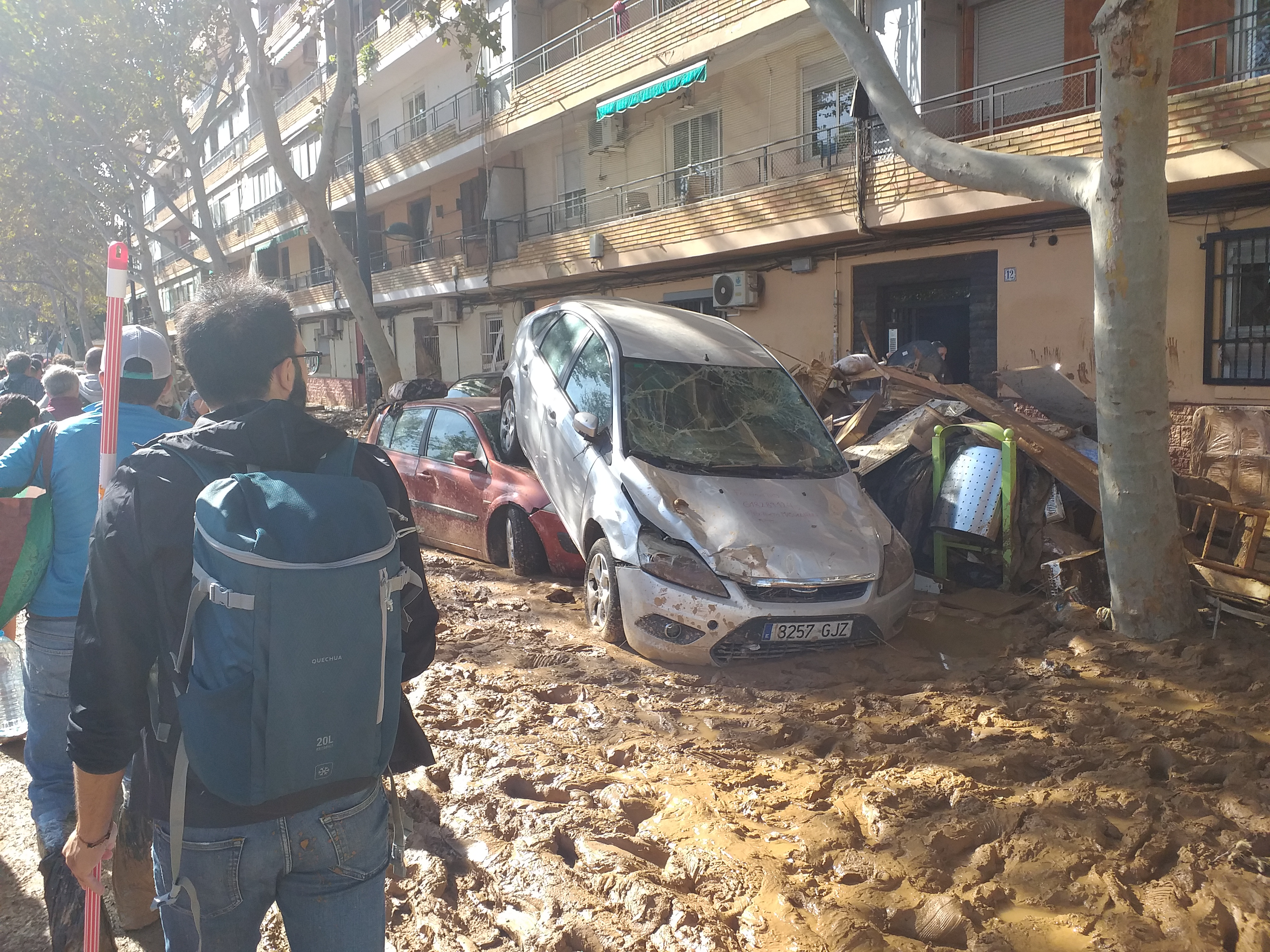
Freiwillige Helfer im Katastrophengebiet (Catarroja)

Am 31. Oktober begann in Spanien eine dreitägige Staatstrauer. Ministerpräsident Pedro Sánchez erklärte, es handele sich bei der Katastrophe „ziemlich sicher über die schwersten Überschwemmungen, die unser Kontinent in diesem Jahrhundert erlebt hat.“ Insgesamt schickte er neben Tausenden Polizisten auch rund 7000 Soldaten in das Katastrophengebiet, womit der Hilfseinsatz der bislang größte Einsatz des spanischen Militärs in Friedenszeiten ist.
Nach den Überschwemmungen begaben sich spontan tausende Menschen in die betroffenen Gebiete, um beim Beseitigen der Schäden zu helfen. Etwa 15.000 Menschen meldeten sich freiwillig und wurden, koordiniert von der Regierung, per Bus in das Katastrophengebiet gefahren. Dabei wurden die Helfer angewiesen, nicht mit einem PKW anzureisen, um die Straßen für die Rettungskräfte nicht zu verstopfen.
Das Ministerium für Wissenschaft El Ministerio de Ciencia, Innovación y Universidades (MICIU) startete am 9. November Aufklärungsarbeiten vor der Küste von Valencia. Das Forschungsschiff Ramón Margalef wurde eingesetzt, um aktuelle, hochauflösende Bathymetriedaten des Küstenbereichs insbesondere in der Nähe der Mündungsbereiche der Flüsse mittels Multibeam-Echolot anzufertigen. Es besitzt außerdem die Fähigkeit das ROV Super Mohawk II abtauchen zu lassen, um mit detaillierten bildgebenden Aufnahmen des Meeresgrundes die Suche nach Opfern und Bergungsarbeiten zu unterstützen. Weiterhin beteiligte sich die Spanische Marine mit den Minenabwehrfahrzeugen Sella und Duero an den Aufklärungsarbeiten.
Das für den 17. November in Valencia geplante Saisonfinale der Motorrad-Weltmeisterschaft 2024 wurde abgesagt.

### Debatte über Behördenversagen und politische Verantwortung

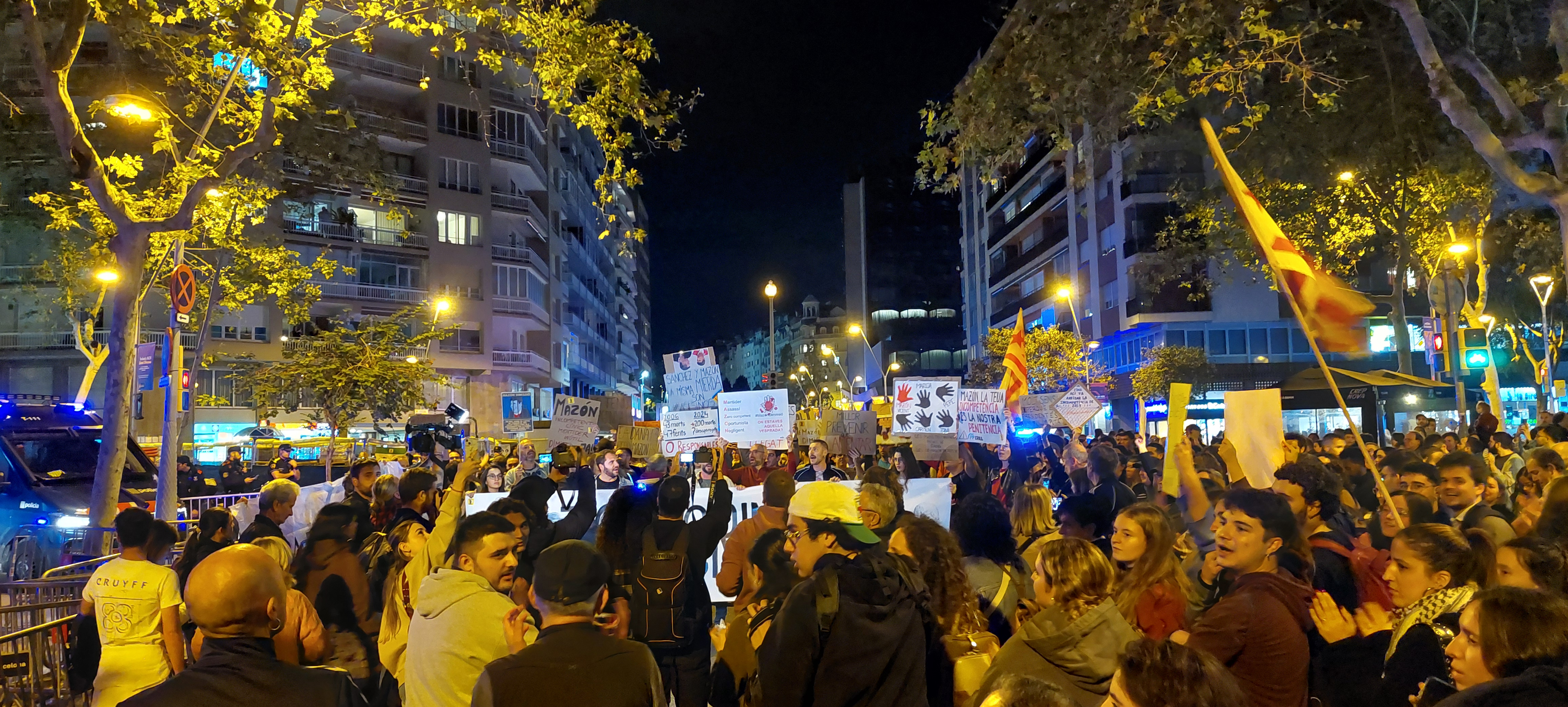
Demonstration gegen den Regierungschef von Valencia, Carlos Mazon

Bereits kurz nach Beginn der Überflutungen brach eine Debatte aus, ob die konservative Regionalregierung von Carlos Mazón die Bevölkerung rechtzeitig vor den Gefahren gewarnt hatte. Erst am 29. Oktober gegen 20 Uhr, als manche Orte bereits geflutet wurden, waren Handywarnungen versandt worden; obwohl die Wetterbehörde AEMET bereits einige Stunden zuvor eine Warnung der Stufe Rot herausgegeben hatte und in dieser auf „außergewöhnlich schwere Regenfälle“ hingewiesen hatte. Bereits am 27. Oktober, zwei Tage vor Beginn der Überflutungen, hatte die Wetterbehörde auf ihrer Website und Social Media vor der Möglichkeit von Starkregen gewarnt.
Für Kritik sorgte nicht zuletzt, dass Mazón ein Jahr vor der Flut die Behörde hatte abschaffen lassen, die für die schnelle Reaktion auf Katastrophen wie Überschwemmungen und Waldbrände zuständig war. Begründet wurde diese Maßnahme mit Einsparungen und dem Willen, „unnütze Einrichtungen“ zu schließen. Im Standard wurde die Schließung jedoch als Zugeständnis an den Regierungspartner Vox gewertet, eine rechtsextreme Partei, die den Klimawandel leugnet und ihn als „Umweltfanatismus“ ansieht. Der Druck auf Mazon verstärkte sich zusätzlich, nachdem bekannt wurde, dass er am Tag der Flut drei Stunden lang mit einer Journalistin speiste und erst gegen 19.30 Uhr im Krisenstab erschien. Am 9. November demonstrierten 130.000 Menschen nach einer Schweigeminute und forderten den Rücktritt des Regionalpräsidenten Carlos Mazón sowie die Absetzung von dessen Regierung. Aufgerufen zu der Demo hatten 65 Organisationen, darunter Bürgerinitiativen und Gewerkschaften. Vereinzelt kam es zu Rangeleien mit Sicherheitskräften. Mazon verweigerte einen Rücktritt und bildete stattdessen sein Kabinett um. Demnach sollen 2 ehemalige Generäle sich um den Wiederaufbau der Region kümmern.
Der spanische König Felipe VI., Königin Letizia und Ministerpräsident Pedro Sánchez reisten am 3. November 2024 in die Region Valencia, um die Schäden vor Ort zu begutachten und sich mit den Betroffenen zu treffen. Menschen warfen Schlamm auf sie und riefen Slogans wie „Mörder“. Der Unmut der Betroffenen richtete sich insbesondere gegen Regierungschef Pedro Sánchez und den Regionalpräsidenten Carlos Mazón. Rechtsradikale Aktivisten hatten möglicherweise die Anwohnergruppe mit einem organisierten Tumult unterwandert. Zuvor hatte es in Chats der rechtsextremen Szene Aufrufe gegeben, nach Paiporta zu kommen, um gerade dem sozialistischen Regierungschef Sánchez «einen Empfang» zu bereiten. Auch die Bürgermeisterin von Paiporta erklärte, sie habe viele der gewaltbereiten Demonstranten nicht gekannt, diese seien wohl extra für die Aktion angereist.

### Desinformation und Verschwörungstheorien
Nach der Flut kam es zu einer Welle an Desinformation und Falschinformationen, die insbesondere von Rechtsextremen und russischen Propagandisten und Medien gestreut wurden. Beispielsweise trat der Chef der rechtsextremen Organisation Hijos de España in einem TikTok-Video als vermeintlich spanischer General auf und behauptete, es habe 5000 Tote gegeben. Dies aber werde von der linken Regierung Sánchez verschwiegen; dafür würden die Toten heimlich eingeäschert. Auch gab es erfundene Warnungen vor verseuchtem Trinkwasser, Behauptungen, die von Behörden verteilten Lebensmittel seien qualitativ schlecht, und Hilfsorganisationen würden in die eigene Tasche wirtschaften und gespendete Kleidung wegwerfen. Dabei wurden teils echte Bilder genutzt, mit falschen Aussagen versehen oder aus dem Kontext gerissen, um die von den Urhebern der Desinformation gewünschten politischen Aussagen zu streuen.
Auch wurden Wissenschaftler, die einen Zusammenhang der Flut mit dem Klimawandel herstellten, bedroht und als Lügner beschimpft. Gegen einen Biologen gab es öffentliche Lynch-Aufrufe. Parallel kursierten zahlreiche Verschwörungstheorien zu den Ursachen, wonach u. a. die Unwetter von einem vor der Küste fahrenden Spezialschiff mit Hochfrequenzsendern ausgelöst worden sein sollen.